# Kastenhaus Wemding

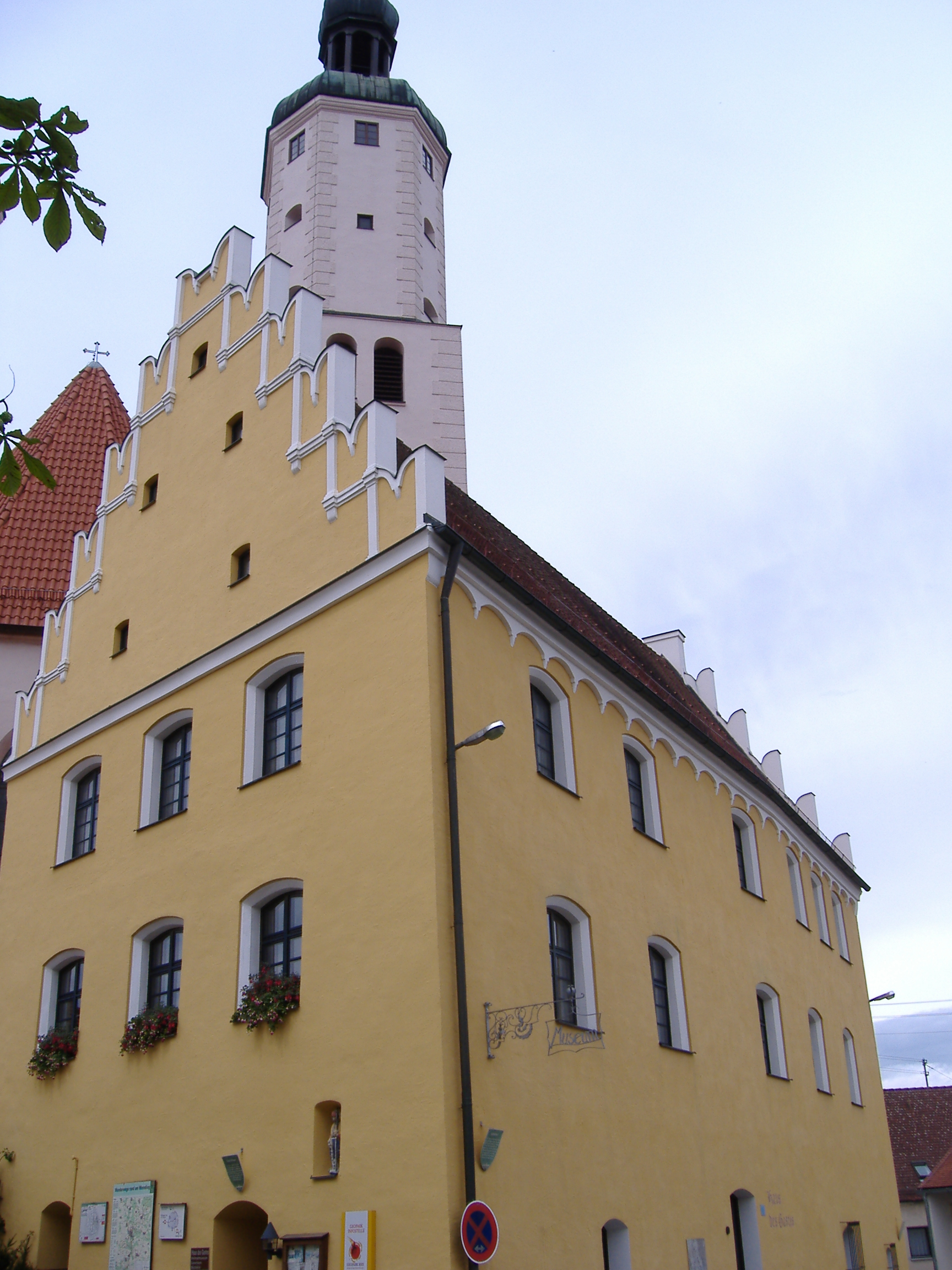
Süd- und Westseite des Kastenhauses

Das Kastenhaus Wemding befindet sich in Wemding, einer Stadt im schwäbischen Landkreis Donau-Ries in Bayern. Das Gebäude am Schloßhof 1 ist ein geschütztes Baudenkmal.
Das Kastenhaus wurde im 11. Jahrhundert durch die Edlen von Wemding errichtet. Sein heutiges Aussehen geht auf das Ende des 16. Jahrhunderts zurück. Hervorzuheben sind der Giebel mit Schwalbenschwanzzinnen sowie der Stichbogenfries. Das Kastenhaus diente zur Aufbewahrung des Getreides. 1806 wurde das dreigeschossige Gebäude zu einer Mädchenschule umgebaut und als solche bis 1970 genutzt. Sechs Jahre später erfolgte eine aufwändige Renovierung des Hauses. Heute ist im ehemaligen Kastenhaus das Heimatmuseum sowie das Gästehaus der Stadt Wemding untergebracht.